# 山田ゆき
山田 ゆき（やまだ ゆき、本名：山田 友貴、1987年10月22日 - ）は日本の芸人（ピン芸人）。
大阪府出身。B型。身長165cm、体重92kg。よしもとクリエイティブ・エージェンシー所属。大阪NSC29期生。
実家はとんかつ屋。

## 出演番組

### TV番組
クイズ！紳助くん

### 映画
- 色即ぜねれいしょん - 妙子 役